# 岡堀勉
岡堀 勉（おかぼり つとむ、1957年7月10日 - ）は、青森県三戸郡南郷村（現・八戸市）出身の元競輪選手。1976年モントリオールオリンピック日本代表。日本競輪選手会青森支部に所属していた。

## 来歴
八戸電波工業高等学校在学時代、全国高等学校総合体育大会自転車競技大会の個人追い抜きにおいて、1973年、1974年と2連覇。
その後、日本大学文理学部に進み、1976年モントリオールオリンピック男子4000m団体追抜競走に同郷である小笠原嘉、小笠原義明と組んで出場した。記録は4'37"03で14位（予選敗退）。
日大卒業後、島野工業へ入社。同社在籍時代に1980年モスクワオリンピック代表選手に選出されたものの、ボイコットにより出場できず「幻の代表選手」となった。
その後、日本競輪学校第49期生（同期に小門洋一らがいる）を経て、1982年5月1日、青森競輪場でデビューし2着。初勝利は同年同月2日の同場。
2005年4月7日選手登録削除。通算戦績1879戦239勝。